# No Exit (jeu vidéo)
Pour les articles homonymes, voir No Exit.
No Exit est un jeu vidéo de combat développé et édité par Coktel Vision en 1990. Le jeu est disponible sur Amiga, Amstrad CPC, Atari ST, DOS et GX-4000.